# Абанино
Абанино — деревня в Грязовецком районе Вологодской области.
Входит в состав Ростиловского муниципального образования, с точки зрения административно-территориального деления — в Ростиловский сельсовет.
Расстояние по автодороге до районного центра Грязовца — 18 км, до центра муниципального образования Ростилово — 11 км. Ближайшие населённые пункты — Сопелкино, Кебас, Осомово, Комарово.

## Население
| 2010 |
| ---- |
| 10   |

По переписи 2002 года население — 14 человек.